# Портбоу
Портбо́у (кат. Portbou, вимова літературною каталанською мовою [pɔɾ'bɔw]) — муніципалітет, розташований в Автономній області Каталонія, в Іспанії. Знаходиться у районі (кумарці) Алт-Ампурда провінції Жирона, згідно з новою адміністративною реформою перебуватиме у складі Баґарії (округи) Жирона.

## Населення
Населення міста (у 2007 році) становить 1.307 осіб (з них менше 14 років — 7,1 %, від 15 до 64 — 62,8 %, понад 65 років — 30,1 %). У 2006 році народжуваність склала 6 осіб, смертність — 16 осіб, зареєстровано 0 шлюбів. У 2001 році активне населення становило 605 осіб, з них безробітних — 60 осіб.
Серед осіб, що проживали на території міста у 2001 році, 943 народилися в Каталонії (з них 727 осіб у тому самому районі, або кумарці), 398 осіб приїхало з інших областей Іспанії, а 57 осіб приїхало з-за кордону.
Університетську освіту має 6,4 % усього населення.
У 2001 році нараховувалося 596 домогосподарств (з них 31,5 % складалися з однієї особи, 29 % з двох осіб,19,8 % з 3 осіб, 14,3 % з 4 осіб, 4 % з 5 осіб, 1,2 % з 6 осіб, 0 % з 7 осіб, 0,2 % з 8 осіб і 0 % з 9 і більше осіб).
Активне населення міста у 2001 році працювало у таких сферах діяльності: у сільському господарстві — 1,1 %, у промисловості — 6,4 %, на будівництві — 7,9 % і у сфері обслуговування — 84,6 %.
У муніципалітеті або у власному районі (кумарці) працює 518 осіб, поза районом — 150 осіб.

### Безробіття
У 2007 році нараховувалося 39 безробітних (у 2006 році — 30 безробітних), з них чоловіки становили 56,4 %, а жінки — 43,6 %.

## Економіка

### Підприємства міста

#### Промислові підприємства
| \| Промислові підприємства міста, за сферою діяльності \| Промислові підприємства міста, за сферою діяльності \| Промислові підприємства міста, за сферою діяльності \| \| Рік \| 2002 \| 2001 \| \| --------------------------------------------------- \| --------------------------------------------------- \| --------------------------------------------------- \| \| Енергетичні та водні ресурси \| 14,3 % \| 12,5 % \| \| Хімія та метали \| 0 % \| 0 % \| \| Переробка металів \| 28,6 % \| 37,5 % \| \| Продукти харчування \| 14,3 % \| 12,5 % \| \| Текстиль \| 0 % \| 0 % \| \| Виробництво меблів, видання \| 42,9 % \| 37,5 % \| \| Інше \| 0 % \| 0 % \| \| Усього підприємств \| 7 \| 8 \| |        |        |
| Промислові підприємства міста, за сферою діяльності |        |        |
| Рік | 2002   | 2001   |
| Енергетичні та водні ресурси | 14,3 % | 12,5 % |
| Хімія та метали | 0 %    | 0 %    |
| Переробка металів | 28,6 % | 37,5 % |
| Продукти харчування | 14,3 % | 12,5 % |
| Текстиль | 0 %    | 0 %    |
| Виробництво меблів, видання | 42,9 % | 37,5 % |
| Інше | 0 %    | 0 %    |
| Усього підприємств | 7      | 8      |

#### Роздрібна торгівля
| \| Підприємства роздрібної торгівлі міста, за сферою діяльності \| Підприємства роздрібної торгівлі міста, за сферою діяльності \| Підприємства роздрібної торгівлі міста, за сферою діяльності \| \| Рік \| 2002 \| 2001 \| \| ------------------------------------------------------------ \| ------------------------------------------------------------ \| ------------------------------------------------------------ \| \| Продукти харчування \| 40 % \| 44,4 % \| \| Одяг та взуття \| 11,1 % \| 8,9 % \| \| Товари для дому \| 4,4 % \| 4,4 % \| \| Книги та періодичні видання \| 0 % \| 0 % \| \| Промислова хімічна продукція \| 13,3 % \| 8,9 % \| \| Продукція, пов'язана з транспортними засобами \| 0 % \| 0 % \| \| Інше \| 31,1 % \| 33,3 % \| \| Усього підприємств \| 45 \| 45 \| |        |        |
| Підприємства роздрібної торгівлі міста, за сферою діяльності |        |        |
| Рік | 2002   | 2001   |
| Продукти харчування | 40 %   | 44,4 % |
| Одяг та взуття | 11,1 % | 8,9 %  |
| Товари для дому | 4,4 %  | 4,4 %  |
| Книги та періодичні видання | 0 %    | 0 %    |
| Промислова хімічна продукція | 13,3 % | 8,9 %  |
| Продукція, пов'язана з транспортними засобами | 0 %    | 0 %    |
| Інше | 31,1 % | 33,3 % |
| Усього підприємств | 45     | 45     |

#### Сфера послуг
| \| Підприємства міста, що працюють у сфері послуг, за діяльністю \| Підприємства міста, що працюють у сфері послуг, за діяльністю \| Підприємства міста, що працюють у сфері послуг, за діяльністю \| \| Рік \| 2002 \| 2001 \| \| ------------------------------------------------------------- \| ------------------------------------------------------------- \| ------------------------------------------------------------- \| \| Гуртова торгівля \| 1,7 % \| 1,6 % \| \| Готелі та готельний бізнес \| 45 % \| 45,3 % \| \| Транспорт та зв'язок \| 15 % \| 14,1 % \| \| Посередницькі фінансові послуги \| 5 % \| 6,2 % \| \| Послуги підприємствам \| 1,7 % \| 1,6 % \| \| Послуги фізичним особам \| 23,3 % \| 25 % \| \| Нерухомість та ін. \| 8,3 % \| 6,2 % \| \| Усього підприємств \| 60 \| 64 \| |        |        |
| Підприємства міста, що працюють у сфері послуг, за діяльністю |        |        |
| Рік | 2002   | 2001   |
| Гуртова торгівля | 1,7 %  | 1,6 %  |
| Готелі та готельний бізнес | 45 %   | 45,3 % |
| Транспорт та зв'язок | 15 %   | 14,1 % |
| Посередницькі фінансові послуги | 5 %    | 6,2 %  |
| Послуги підприємствам | 1,7 %  | 1,6 %  |
| Послуги фізичним особам | 23,3 % | 25 %   |
| Нерухомість та ін. | 8,3 %  | 6,2 %  |
| Усього підприємств | 60     | 64     |

## Житловий фонд
У 2001 році 5,9 % усіх родин (домогосподарств) мали житло метражем до 59 м², 39,1 % — від 60 до 89 м², 45,3 % — від 90 до 119 м² і
9,7 % — понад 120 м².
З усіх будівель у 2001 році 19,4 % було одноповерховими, 41,4 % — двоповерховими, 23,1 % — триповерховими, 9 % — чотириповерховими, 3,7 % — п'ятиповерховими, 2,1 % — шестиповерховими, 0,8 % — семиповерховими, 0,5 % — з вісьмома та більше поверхами.

## Автопарк
| \| Автомобілі, зареєстровані у місті, за призначенням \| Автомобілі, зареєстровані у місті, за призначенням \| Автомобілі, зареєстровані у місті, за призначенням \| \| Рік \| 2006 \| 2005 \| \| -------------------------------------------------- \| -------------------------------------------------- \| -------------------------------------------------- \| \| Приватні автомобілі \| 71,7 % \| 72,8 % \| \| Мотоцикли \| 9 % \| 8,2 % \| \| Вантажівки \| 17 % \| 16,9 % \| \| Трактори \| 0,3 % \| 0,3 % \| \| Автобуси та ін. \| 1,9 % \| 1,8 % \| \| Усього автомобілів \| 876 шт. \| 894 шт. \| |         |         |
| Автомобілі, зареєстровані у місті, за призначенням |         |         |
| Рік | 2006    | 2005    |
| Приватні автомобілі | 71,7 %  | 72,8 %  |
| Мотоцикли | 9 %     | 8,2 %   |
| Вантажівки | 17 %    | 16,9 %  |
| Трактори | 0,3 %   | 0,3 %   |
| Автобуси та ін. | 1,9 %   | 1,8 %   |
| Усього автомобілів | 876 шт. | 894 шт. |

## Вживання каталанської мови
У 2001 році каталанську мову у місті розуміли 98,6 % усього населення (у 1996 році — 97,9 %), вміли говорити нею 84,3 % (у 1996 р. — 81,7 %), вміли читати 84 % (у 1996 р. — 78,2 %), вміли писати 42,6 % (у 1996 р. — 43,6 %). Не розуміли каталанської мови 1,4 %.

## Політичні уподобання
У виборах до Парламенту Каталонії у 2006 році взяло участь 684 особи (у 2003 році — 853 особи). Голоси за політичні сили розподілилися таким чином:
| \| Вибори до Парламенту Каталонії \| Вибори до Парламенту Каталонії \| Вибори до Парламенту Каталонії \| \| Рік \| 2006 \| 2003 \| \| -------------------------------------- \| ------------------------------ \| ------------------------------ \| \| Конвергенція та Єднання (CiU) \| 31,3 % \| 37,4 % \| \| Соціалістична партія Каталонії (PSC) \| 34,1 % \| 33,4 % \| \| Народна партія (PP) \| 8 % \| 9 % \| \| Ініціатива за зелену Каталонію (IC) \| 6,3 % \| 4,1 % \| \| Республіканська лівиця Каталонії (ERC) \| 15,9 % \| 14,9 % \| \| Громадянська партія (C's) \| 0,4 % \| 0 % \| \| Інші \| 3,9 % \| 1,2 % \| |        |        |
| Вибори до Парламенту Каталонії |        |        |
| Рік | 2006   | 2003   |
| Конвергенція та Єднання (CiU) | 31,3 % | 37,4 % |
| Соціалістична партія Каталонії (PSC) | 34,1 % | 33,4 % |
| Народна партія (PP) | 8 %    | 9 %    |
| Ініціатива за зелену Каталонію (IC) | 6,3 %  | 4,1 %  |
| Республіканська лівиця Каталонії (ERC) | 15,9 % | 14,9 % |
| Громадянська партія (C's) | 0,4 %  | 0 %    |
| Інші | 3,9 %  | 1,2 %  |

У муніципальних виборах у 2007 році взяло участь 864 особи (у 2003 році — 938 осіб). Голоси за політичні сили розподілилися таким чином:
| \| Муніципальні вибори \| Муніципальні вибори \| Муніципальні вибори \| \| Рік \| 2007 \| 2003 \| \| -------------------------------------- \| ------------------- \| ------------------- \| \| Конвергенція та Єднання (CiU) \| 44,8 % \| 52 % \| \| Соціалістична партія Каталонії (PSC) \| 34 % \| 36,5 % \| \| Народна партія (PP) \| 0 % \| 2,1 % \| \| Ініціатива за зелену Каталонію (IC) \| 0 % \| 0 % \| \| Республіканська лівиця Каталонії (ERC) \| 21,2 % \| 9,4 % \| \| Громадянська партія (C's) \| 0 % \| 0 % \| \| Інші \| 0 % \| 0 % \| |        |        |
| Муніципальні вибори |        |        |
| Рік | 2007   | 2003   |
| Конвергенція та Єднання (CiU) | 44,8 % | 52 %   |
| Соціалістична партія Каталонії (PSC) | 34 %   | 36,5 % |
| Народна партія (PP) | 0 %    | 2,1 %  |
| Ініціатива за зелену Каталонію (IC) | 0 %    | 0 %    |
| Республіканська лівиця Каталонії (ERC) | 21,2 % | 9,4 %  |
| Громадянська партія (C's) | 0 %    | 0 %    |
| Інші | 0 %    | 0 %    |

## Історія та культура
1992 року у Портбоу було знято біографічний фільм «Останній рубіж» (ісп. La última frontera) про літературного критика та філософа, Вальтера Беньяміна, що помер у цьому місці. Режисером стрічки був Мануеля Куссо-Феррера, головні ролі виконали Кім Лечіа та італійська акторка Франческа Нері у ролі Асі Лацис, коханки Беньяміна.

## Персоналії
Померли
- Вальтер Беньямін (1892—1940) — німецький інтелектуал єврейського походження, літературний критик, філософ, соціолог, перекладач, радіоведучий та есеїст.